# وارف (اسم)
وارف هو اسم علم مذكر من أصل عربي، ومعناه هو الظل الممتد النبت الشديد الخضرة النبت الناضر المهتز.

## وصلات خارجية
- موسوعة السلطان قابوس لأسماء العرب